# Garpströms bruk

Slagsvärd, tillverkat 1648 på Garpströms bruk av David Casparsson Kohl, med etsad dekor, Livrustkammaren

Garpströms bruk, eller Aliholms stångjärnshammare, var en svensk järnmanufaktur, som låg vid Älholmen vid Arbogaån i Arboga socken. Någon kilometer nordväst om bruket låg Jäders bruk.
Älholmens herrgård ägdes av riksrådet Abraham Kristensson (Lejonhuvud) 1479-1500. Där anlades på Västra Älholmen i Arbogaån 1481 en stångjärnshammare.
Bruket omfattade också på 1600- och 1700-talen ett pappersbruk, som sköttes av holländska experter, vilket kan förklara namnet Garpström. Garp var vid denna tid en vanlig benämning på tyska och andra utländska industriella yrkesmän, som rekryterades till Sverige. Pappersbruket lades ner omkring 1715. Det har också funnits en filtstamp på platsen.
År 1789 uppfördes Älholmens befintliga manbyggnad. Öster om denna ligger en rödfärgad timrad flygelbyggnad kallad Tuppenhov, som troligen är från 1600-talet. Nära gården utmed ån liger en engelsk park, som anlades 1820 av Mårten Christoffer Mannerstråle (1756–1841). 
Jäders bruk, från 1551 Arboga faktori, köpte Älholmens bruk 1812. I de båda bruken tillverkades tidigare bland annat klingor, hillebarder  och harnesk. Brukens verksamhet var omfattande på 1800-talet, men smidet lades ner i Älholmen i början av 1900-talet, varefter smedjorna revs, och omkring 1925 lades verksamhet slutligen helt ned.